# Perditorulus crassiscapus
Perditorulus crassiscapus är en stekelart som beskrevs av Christer Hansson 1996. Perditorulus crassiscapus ingår i släktet Perditorulus och familjen finglanssteklar. Inga underarter finns listade i Catalogue of Life.